# Frohnsdorf
Frohnsdorf  est une commune allemande de l'est du land de Thuringe située dans l'arrondissement du Pays-d'Altenbourg. Frohnsdorf fait partie de la Communauté d'administration de la Wiera.

## Géographie

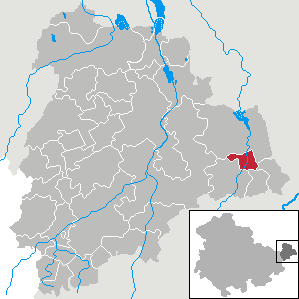
Situation de la commune dans l'arrondissement d'Altenbourg

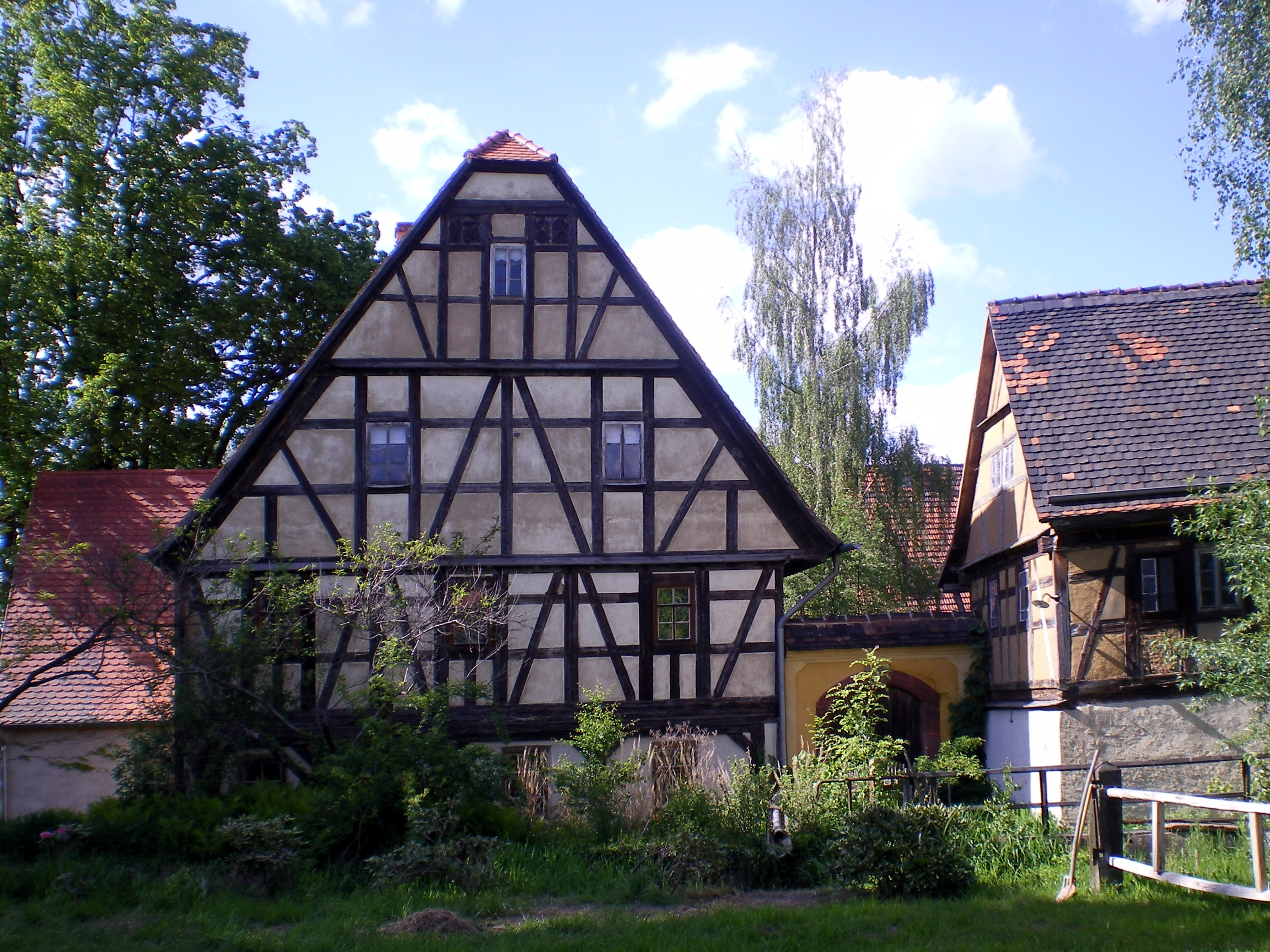
Maison à colombages de Frohnsdorf

Frohnsdorf est située dans l'est de l'arrondissement, dans les collines du pays d'Altenbourg, au sud de la forêt de la Leina, à 8 km à l'est d'Altenbourg. 
Communes limitrophes (en commençant par le nord et dans le sens des aiguilles d'une montre) : Langenleuba-Niederhain, Jückelberg, Göpfersdorf et Ziegelheim.

## Histoire

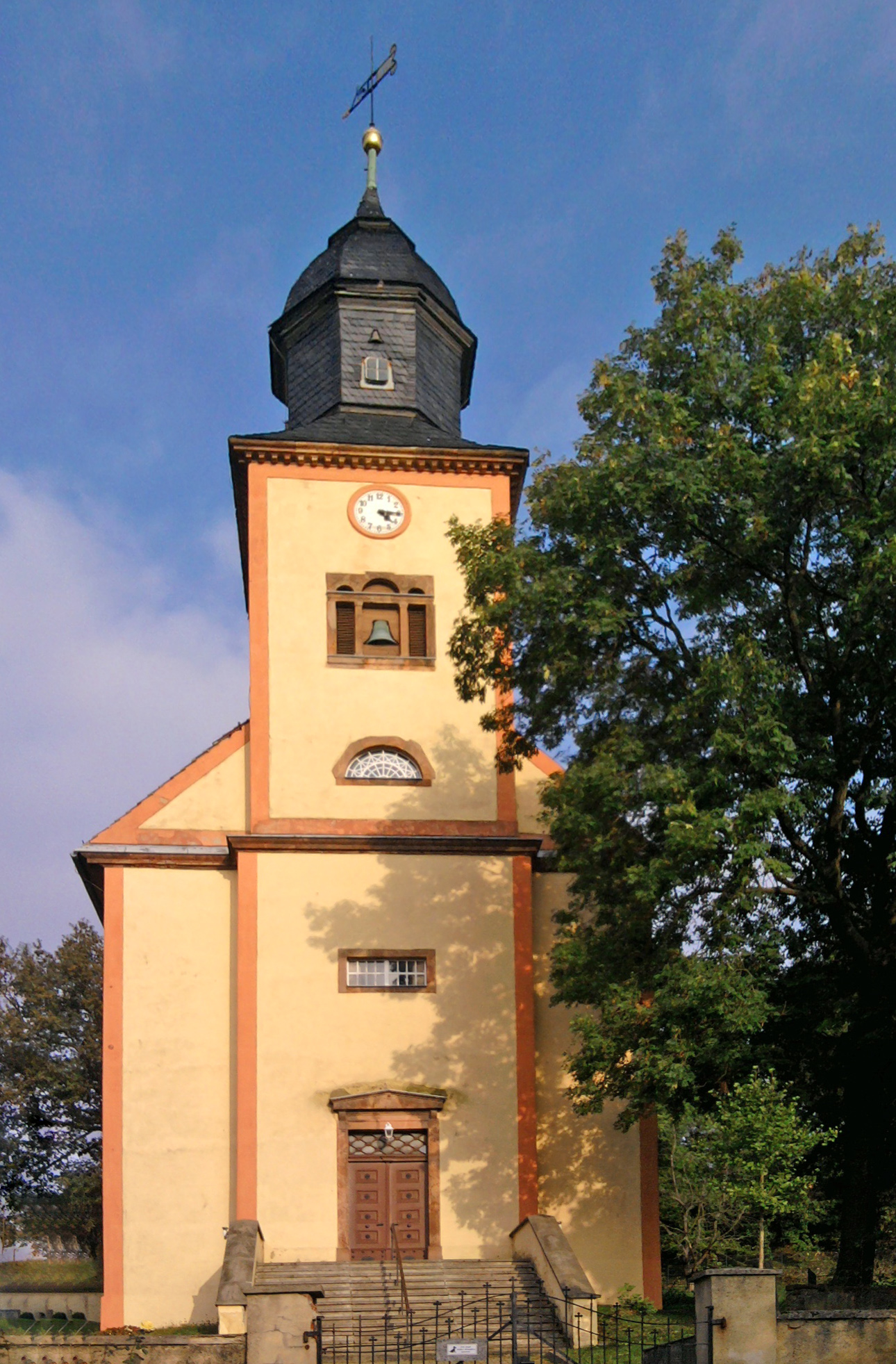
L'église de Frohnsdorf

La première mention écrite du village, qui est une création d'origine germanique, date de 1415.

## Démographie
Commune de Frohnsdorf : 
| 1910 | 1933 | 1939 | 1995 | 2000 | 2005 | 2010 |
| ---- | ---- | ---- | ---- | ---- | ---- | ---- |
| 316  | 402  | 399  | 352  | 340  | 331  | 295  |